# 阿尔弗雷德·希区柯克客串演出列表
英国電影導演阿尔弗雷德·希区柯克在其职业生涯中执导的五十多部电影里客串了三十九次。他的首次客串是在1927年上映的《房客：迷雾笼罩的伦敦故事》中，起初这些客串演出对剧情具有实际意义，但后来逐渐成为希区柯克电影的标志性特色。他常在客串中出现的两个元素是携带乐器或使用某种交通工具。另一方面，尽管1934年上映的《擒凶记》、1936年上映的《间谍》以及同年上映的《怠工》中也被认为有他出场客串，但目前尚未得到证实。这些客串表演通常带有喜剧色彩，但有些表演还承担了其他的功能。
一些作者认为，希区柯克的客串出演是他在推广自己品牌和个人形象的努力的一部分，这最终使他成为“那一代最著名的电影导演之一”。此外，希区柯克还负责了《阿尔弗雷德·希区柯克电视专场》剧集的开场介绍和结尾，甚至在第三季的其中一集《赌门深似海》（Dip in the Pool）里出现在剧中杂志的封面上。尽管希区柯克客串的角色通常不在故事情节中说话，但在1956年上映的《伸冤记》中的客串是他唯一一次有台词的表演，1929年的《敲诈》和1937年的《年少无知》则是他在所有客串中戏份最长的。在1964年上映的《豔賊》中，他唯一一次打破了第四面墙。在1946年上映的《美人计》中，他的出场推动了故事的发展，而在1951年上映的《捉贼记》中，影片主角首次也是唯一一次直视希区柯克客串的角色。另一方面，此类客串可能也影响了其他电影制片人，例如弗朗索瓦·特吕弗和约翰·卡彭特。

## 描述
在法国电影导演弗朗索瓦·特吕弗的著作《希区柯克的电影》中，阿尔弗雷德·希区柯克声称，他在《房客：迷雾笼罩的伦敦故事》（1927年）中的首次客串完全是出于“实用性，因为需要填补屏幕空间”。然而，后来这逐渐变成了“迷信，然后成了一个笑料。但现在这个笑料相当尴尬，为了让观众能够安心观看电影，我特意在影片的前五分钟内显眼地登场”。然而，根据麦吉利根（McGilligan）的说法，希区柯克给出的另一个解释是他对D·W·格里菲斯在其早期作品中客串演出的致敬，同时也是对查理·卓别林在1923年电影《巴黎一妇人》中的表演致敬。
1950年，希区柯克在《纽约时报》的《悬念大师：内省》一文中写道：
I have wormed my way into my own pictures as a spy. A director should see how the other half lives. I manage that by shifting to the front side of the camera and letting my company shoot me, so I can see what it is like to be shot by my company.

“我像间谍一样潜入了我自己的电影中。导演应该看看另一面是如何运作的。我通过走到镜头前，让我的团队拍摄我，这样我就能体会被自己的团队拍摄的感觉。”
根据沃克（Walker）的说法，《敲诈》（1929年）、《谋杀！》（1930年）和《年少无知》（1937年）奠定了一种模式：在大多数客串演出中——超过三分之二——希区柯克会出现在街道、酒店或公共交通工具等场所，且常常以“一个（通常不被注意的）客人、乘客或路人”的身份出现。同样，这些客串演出发生的时间点也很引人注目，许多情况下是出现在影片开始的最初几分钟，并且“通常标志着一个过渡点”，例如在1943年的《疑影》中，希区柯克出现在载着查理叔叔（约瑟夫·科顿饰演）前往圣罗莎的火车上。当他的客串出现在电影后半部分时，通常“暗示地理或剧情的转折”，比如在1963年上映的《冲破铁幕》中，希区柯克的客串登场出现在情节转移到哥本哈根之前。希区柯克的客串表演中有两个反复出现的元素：与“交通工具”以及“乐器”的关联。前者后者如在《火车怪客》开头部分。另一方面，阿布拉姆森（Abramson）指出，希区柯克的客串也经常涉及试图进入或者离开门窗，例如《爱德华大夫》（1945年），《西北偏北》（1959年）或《群鸟》（1963年）——或者靠近门窗，如《驚魂記》（1960年）。

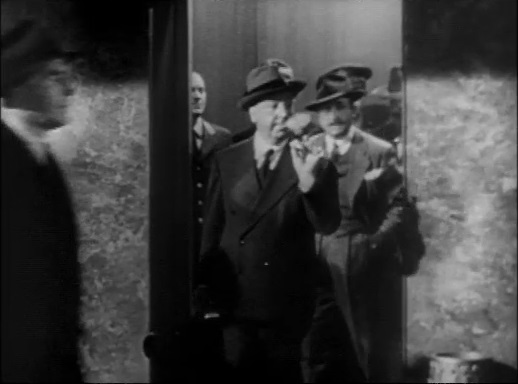
在电影《爱德华大夫》（1945年）中，希区柯克客串的角色正走出电梯。
《爱德华大夫》的原始预告片。

沃克（Walker）和雅科瓦尔（Yacowar）都强调了一些作品中喜剧的一面，例如在《勒索》（1929年）中，希区柯克被一个孩子骚扰；而在《家庭阴谋》（1976年）中出现了他的剪影以及“粗鲁的手势”。然而，后者补充说这些演出也造成了“叙事流中的波动，电影表面的扰动”，并增强了虚构与现实之间的紧张关系。麦克基特里克（McKittrick）将这些演出分成四种类型，其中最常见的是“路过的希区柯克”，出现了19次，其中8次是步行，如在《水性杨花》（1928年）以及《蝴蝶梦》（1940年）中，还有11次是在汽车或公共交通站点，如《贵妇失踪记》（1938年）以及《西北偏北》（1959年）中；“作为旁观者的希区柯克”，如《摩羯星下》（1949年）以及《狂凶記》（1972年）；“作为角色的希区柯克”，在这种情况下，他饰演的角色似乎与故事更为贴近，总共有四部作品，分别是《欲海惊魂》（1949年）、《捉贼记》（1951年）、《後窗》（1954年）以及《豔賊》（1964年）；而“作为演奏者的希区柯克”时，他通常在片段中演奏乐器。对于后者，麦克基特里克指出这与电影导演本人关于“悬念的编排及其对观众的操纵”的一些说法是一致的。然而，麦克基特里克也警告说这并不是一个绝对的分类方案，并且并非希区柯克所有的客串出场都符合这几项划分类别。
相比之下，雅科瓦尔（Yacowar）根据其功能将希区柯克的客串分为两类：一类是“以象征性方式发挥作用，概括了电影的主题”，另一类“依赖于我们将他视为世界的创造者”。前者的例子是《惊魂记》（1960年），在这部影片中希区柯克可以代表一个“麻木不仁的父亲形象……他的冷漠在充满偷窥者、窃听者和间谍的环境中显得高贵而突出”。后者的代表是《忏悔记》（1953年）——希区柯克“最具神学色彩的电影”之一——在这部电影中，希区柯克朝着与交通标志相反的方向行走，“坚决地逆流前进……远离世俗的担忧、规定、矛盾和严格的规则”。
对于沃克（Walker）来说，希区柯克的一些表出场演也与某种特定动机相关联，如《群鸟》（1963年）中与狗的表演以及在《忏悔记》（1953年）中楼梯上的演出。而其他出场则出现在主角面临考验之前，例如《爱德华大夫》（1945年）以及在《冲破铁幕》（1963年）中，希区柯克酒店在酒店大堂的场景预示了之后涉及“情侣和外部威胁”的房间场景。另一方面，在《艳贼》（1964年）中，希区柯克唯一一次通过直视镜头打破了第四堵墙。在《美人计》（1946年）中，他通过喝香槟来推动情节的发展。沃克（Walker）认为希区柯克在《擒贼记》（1951年）中的出场是“独一无二”的，因为本片的主角在情节中盯着客串的希区柯克并引起了“对他存在的注意”。而根据麦克基特里克（McKittrick）的说法，在《狂凶记》（1972年）中，希区柯克出现在政客发表讲话的人群中，利用库里肖夫效应，“镜头在侃侃而谈的政客与在附近河上漂浮着的裸女间切换，给观众带来不同感受”。

## 分析
根据迪克森（Dixon）的观点，希区柯克的出场是“作者身份的刻意标记”，可能影响观众对作品的接受，同时带有讽刺意味，仿佛提醒观众“电影中的谋杀是虚构的”。对此，雷奇（Leitch）同意他的观点，他指出导演希区柯克的客串只是为了寻求观众的认可，“通过确认他们意识到这毕竟只是一部电影来丰富他们对电影的享受”。在《寻找导演与其他希区柯克游戏》（Find the Director and Other Hitchcock Games）中，雷奇进一步提出，这些客串演出具有“提醒观众电影制片人的权力及其影片作为一种精心设计的作品，而非透明叙事的地位”。在此背景下，雷奇（Leitch）认为客串是希区柯克“有趣的叙事方式”的一部分，类似一场捉迷藏游戏，或者更准确地说，是“寻找导演”的游戏。
怀特（White）也强调了导演亲自客串演出中的宣传作用，就像在《阿尔弗雷德·希区柯克电视专场》中使用他的剪影一样他指出这些客串“强调了一种纯粹人为的角色表现，其中图形效果、熟悉的声音和极具表现力的无表情面容共同创造了一个标志性品牌”。同样，惠蒂（Whitty）提道，至少从《房客：迷雾笼罩的伦敦故事》（1926年）开始，希区柯克就开始塑造个人品牌和形象，因此他的客串表演是这种“形象”的一部分。因此，在他早期英国工作时期，作为他努力发展个人形象的一部分，这位电影导演从未在他的喜剧或剧情片中客串出演，而只出现在他的悬疑电影中。这些客串最终成为所谓的“希区柯克风格”的一部分，成为导演与观众之间“契约关系”的元素之一，也成为其叙事风格和他作为讲述者可见性的体现。
另一方面，尼维斯·莫雷诺（Nieves Moreno）分析了一些例子，认为在《房客：迷雾笼罩的伦敦故事》（1926年）中，希区柯克的出场表明他是“组织电影情节的人”，同时将“电影虚构与新闻信息”联系起来。在《后窗》（1954年）中，希区柯克调整时钟的动作可以被解读为一种对观众的警告，“他是拥有掌控时间和观众感官的力量的人”。斯特里特（Sterritt）认为希区柯克在大多数情况下都是“接近痛苦的普通角色”，他的表演旨在“象征性地保持对叙事的控制，隐喻性地窥视着他的角色，表明他与他们的亲密关系，并在服务于“各种戏剧性、象征性或主题性的目的”的同时“提醒人们”我们（希区柯克）是一位无法克制的讽刺家。麦基特里克（McKittrick）则推断，希区柯克的出现具有“疗愈功能，超越了叙事的作用……它们证明了希区柯克不仅属于他的演员和工作人员，也属于他所创造和展现的角色，以及电影的可见世界”。

## 客串演出列表

### 电影客串
- 注释：  疑似客串出演，未经证实。

| 年份 | 片名                                  | 片名中文译名                 | 登场时间 | 客串表演描述 |
| ---- | ------------------------------------- | ---------------------------- | -------- | --- |
| 1926 | The Lodger: A Story of the London Fog | 《房客：迷雾笼罩的伦敦故事》 | 00:04:57 | 与一群记者在新闻办公室，背对着摄像机坐在桌子后面打电话。 部分来源指出希区柯克在影片中还有第二次出场（01:25:07），作为一个围观房客被逮捕的吃瓜群众。然而这可能并不是希区柯克本人。                                                                     |
| 1928 | Easy Virtue                           | 《水性杨花》                 | 00:21:17 | 一个在网球场外拄着手杖走路的行人。 |
| 1929 | Blackmail                             | 《敲诈》                     | 00:10:30 | 一位伦敦地铁的乘客，位于镜头的左侧，被一个小男孩骚扰。这也是他最长的客串之一，时长达十九秒。 |
| 1930 | Murder!                               | 《谋杀！》                   | 00:59:40 | 一名行人，与一名女子一起走过犯罪现场。 |
| 1934 | The Man Who Knew Too Much             | 《擒凶记》                   | 00:33:00 | 一名行走在人行道上的路人，身旁有一辆公交车驶过。 |
| 1935 | The 39 Steps                          | 《三十九级台阶》             | 00:06:37 | 一名正往一辆公交车前扔垃圾的路人，而此时理查·漢內（罗伯特·多纳特饰演）和安娜贝拉·史密斯（露西·曼海姆饰演）正在从剧院逃跑。 |
| 1936 | Secret Agent                          | 《间谍》                     | 00:08:00 | 一名在理查德·阿什登（约翰·吉尔古德饰演）之前从跳板上走下船的男子。 |
| 1936 | Sabotage                              | 《怠工》                     | 00:09:00 | 一名走在人行道上的男子，灯光亮起时抬头向上看。 |
| 1937 | Young and Inocent                     | 《年少无知》                 | 00:15:38 | 一名摄影记者在法院外试图拍摄照片，此时罗伯特·蒂斯德尔（德里克·德·马尼饰演）成功逃脱。 |
| 1938 | The Lady Vanishes                     | 《贵妇失踪记》               | 01:32:00 | 一位走过维多利亚车站的路人。 |
| 1940 | Rebecca                               | 《蝴蝶梦》                   | 02:01:36 | 一名从杰克·费维尔（乔治·桑德斯饰演）和一名警察身后走过的路人，可能也是希区柯克最短的一次客串。据沃克（Walker）的说法，可能是在制片人大卫·O·塞尔兹尼克的要求下，最终版剪掉了片尾的又一次客串出场，当时的费维尔正在打电话，而希区柯克则出现在电话亭外。 |
| 1940 | Foreign Correspondent                 | 《海外特派员》               | 00:11:56 | 一名边走边看报纸的人，经过记者约翰·琼斯（John Jones）身边。 |
| 1941 | Mr. & Mrs. Smith                      | 《史密斯夫妇》               | 00:41:00 | 一位路人，走过大卫·史密斯（罗伯特·蒙哥马利饰演）和安·克劳斯海默·史密斯（卡洛尔·隆巴德饰演）居住的建筑前。 |
| 1941 | Suspicion                             | 《深闺疑云》                 | 00:45:10 | 向邮箱中投递了一封信的人。此外部分来源还提到有另一个出场镜头 (00:04:00)，此时的希区柯克牵着一匹马从镜头前经过 |
| 1942 | Saboteur                              | 《海角擒凶》                 | 01:01:57 | 一名站在药铺外的男子，似乎在用手語与一名女子交谈。惠蒂（Whitty）还提到另外两个希区柯克原计划客串的角色，其中一个未获批准，另一个则原本打算与多蘿西·帕克一同出演，但最终改由其他演员演出。                                                             |
| 1943 | Shadow of A Doubt                     | 《疑影》                     | 00:15:57 | 一名在开往圣罗莎的火车上打橋牌的男子，这是唯一一次有其他角色与希区柯克说话的场景。 |
| 1944 | Lifeboat                              | 《救生艇》                   | 00:25:02 | 报纸上虚构减肥产品“Reduco”广告中照片上的瘦身男子。 |
| 1945 | Spellbound                            | 《爱德华大夫》               | 00:37:16 | 一个拿着小提琴和雪茄出电梯并来到帝国酒店的大堂的男人。 |
| 1946 | Notorious                             | 《美人计》                   | 01:01:48 | 在亚历山大·塞巴斯蒂安（克勞德·雷恩斯饰演）的派对上喝着一杯香槟的男人。 |
| 1947 | The Paradine Case                     | 《帕拉亭案件》               | 00:36:24 | 一个与安东尼·基恩（格里高利·派克饰演）一样从坎伯蘭车站出来的男子，手里提着一个大提琴的琴盒。 |
| 1948 | Rope                                  | 《奪魂索》                   | 00:01:54 | 一位路人，陪伴着一名女性，走在故事情节发生的公寓楼下的人行道上。 |
| 1948 | Rope                                  | 《奪魂索》                   | 00:53:02 | 出现在霓虹燈招牌前的一个男人。 |
| 1949 | Under Capricorn                       | 《摩羯星下》                 | 00:03:00 | 穿外套和帽子观看游行的其中一人。 |
| 1949 | Under Capricorn                       | 《摩羯星下》                 | 00:13:00 | 与另外两个人一起在政府大楼的台阶上。 |
| 1949 | Stage Fright                          | 《欲海惊魂》                 | 00:38:14 | 一个路人，当伊芙·吉尔（珍·惠曼饰演）走向夏洛特·英伍德（瑪蓮娜·迪特利希饰演）的家时，他回头看了她一眼。 |
| 1951 | Strangers on a Train                  | 《火車怪客》                 | 00:10:08 | 在盖伊·海恩斯（由法利·格兰杰饰演）下车后，他带着一个低音提琴的琴盒登上了火车。 |
| 1953 | I Confess                             | 《忏悔记》                   | 00:01:29 | 播放片头字幕时，远景中楼梯上的男人，正在楼梯的顶部从右向左走。 |
| 1954 | Dial M for Murder                     | 《电话谋杀案》               | 00:12:41 | 一个出现在托尼·温迪斯（雷·米倫饰演）毕业照片上的男子。 |
| 1954 | Rear Window                           | 《後窗》                     | 00:25:09 | 一名在音乐家公寓里为闹钟上发条的男子。 |
| 1955 | To Catch a Thief                      | 《捉贼记》                   | 00:09:38 | 一名坐在公交车上的乘客，坐在约翰·罗比（加里·格兰特饰演）旁边。 |
| 1955 | The Trouble with Harry                | 《哈里的麻烦》               | 00:21:18 | 一名经过艺术收藏家的豪华轿车的男人。 |
| 1956 | The Man Who Knew Too Much             | 《擒凶記》                   | 00:24:19 | 一名背对着镜头的男子，在马拉喀什的集市广场上观看杂技表演。 |
| 1956 | The Wrong Man                         | 《伸冤记》                   | —        | 在电影开头以剪影的形象介绍了故事开篇并强调这是一个真实的故事。这是希区柯克在所有客串出场中唯一一次说话。此外这也是希区柯克最严肃最刻意的一次客串。 |
| 1958 | Vertigo                               | 《迷魂記》                   | 00:10:51 | 一名走过造船厂前的男子，手里提着一个装法国号的箱子。 |
| 1959 | North by Northwest                    | 《西北偏北》                 | 00:02:03 | 片头结束时，一个错过公共汽车的人。 |
| 1960 | Psycho                                | 《惊魂记》                   | 00:06:23 | 一位站在洛厄里房地产办公室外，头上牛仔帽的男人。 |
| 1963 | The Birds                             | 《群鸟》                     | 00:02:13 | 一名带着两只㹴犬从宠物店钟走出的男人，而梅兰妮·丹尼尔斯（蒂比·海德倫饰演）则朝相反的方向走去。 |
| 1964 | Marnie                                | 《艳贼》                     | 00:04:48 | 一名在蒂比·海德伦带着行李员走过后，起身离开酒店房间的男子。在镜头中，希区柯克先是看向海德伦，然后再看向镜头。 |
| 1966 | Torn Curtain                          | 《冲破铁幕》                 | 00:07:58 | 一名坐在酒店大堂抱着婴儿的男子。从他的动作和手势看到一表明孩子正在撒尿。 |
| 1969 | Topaz                                 | 《黄宝石》                   | 00:32:27 | 一位在拉瓜地亞機場坐在由护士推着的轮椅上的男人。 |
| 1972 | Frenzy                                | 《狂凶记》                   | 00:03:08 | 一名河堤上听着倫敦郡會堂前演讲的男子，不久之后就看到了漂浮在泰晤士河上的裸着的尸体。 |
| 1976 | Family Plot                           | 《家庭阴谋》                 | 00:38:57 | 民事登记处外面的一名男子，其剪影透过磨砂玻璃显现出来。 |

### 电视客串
| 年份   | 电视剧系列                  | 剧集                              | 角色                             | 播出时间     |
| ------ | --------------------------- | --------------------------------- | -------------------------------- | ------------ |
| 1958年 | 阿尔弗雷德·希区柯克电视专场 | 《赌门深似海》（Dip in the Pool） | 伦肖先生所阅读的杂志封面上的人。 | 1958年6月1日 |

## 影响
卡普西斯（Kapsis）认为，希区柯克对电视节目和电影的参与为“希区柯克的传奇增添了另一面：一个具有幽默感、肥胖但可敬的英国资产阶级”。这位作者指出，到了20世纪60年代，希区柯克的名字“已经成为悬疑类型的代名词”，因此他在发展个人形象的过程中取得了成功。从这方面讲，邓肯（Duncan）也同意“他坚持不懈而专业的自我宣传”——包括他的客串演出——“使他成为他这一代最著名的电影制作人之一”，而迪克森（Dixon）则认为希区柯克“故意打破了好莱坞电影制作中的陈词滥调，习惯性地将自己置于群演角色中，[...][通过他的客串打破了]好莱坞空间的传统统一性和等级性”。这些表演可能影响了其他电影导演，例如约翰·卡彭特、彼得·杰克逊或弗朗索瓦·特吕弗在《阿黛尔·雨果的故事》（1975年）中的创作。

## 脚注

### 引文
1. ↑  . BBC America. AMC Networks. 2015-08-13  [2020-05-10]. （原始内容存档于2021-03-06） （英语）.
2. 1 2 3 4 5 6 7 8 9 10 11 12  . filmsite.org. AMC Networks.   [2020-05-09]. （原始内容存档于2019-03-22） （英语）.
3. ↑  梁卿 & 苏茂丛 (2005)，第425頁.
4. ↑  . IndieWire. 2012-10-30  [2020-05-10] （英语）.
5. 1 2  徐展雄 (2013)，第646頁.
6. 1 2  徐展雄 (2013)，第647頁.
7. ↑  梁卿 & 苏茂丛 (2005)，第302頁.
8. ↑  Verevis (2006)，第18頁.
9. ↑  梁卿 & 苏茂丛 (2005)，第303-304頁.
10. ↑  孙长江 & 孙微纳 (2021)，第318頁.
11. 1 2 3  徐展雄 (2013)，第649頁.
12. 1 2 3 4 5 6 7 8 9 10 11 12  de Semlyen, Phil. .   [2020-05-08]. （原始内容存档于2014-12-21） （英语）.
13. 1 2  徐展雄 (2013)，第642頁.
14. 1 2  Walker (2005)，第88頁.
15. 1 2 3 4 5  徐展雄 (2013)，第648頁.
16. 1 2 3 4  梁卿 & 苏茂丛 (2005)，第62頁.
17. ↑  Truffaut (1966)，第44頁.
18. ↑  McGilligan (2003)，第86頁.
19. ↑  Hitchcock, Alfred. . The New York Times. 1950  [2020-05-13] （英语）.
20. ↑  Walker (2005)，第88-89頁.
21. 1 2 3  Abramson (2015)，第233-235頁.
22. ↑  Walker (2005)，第89頁.
23. 1 2  Yacowar (2010)，第217頁.
24. ↑  徐展雄 (2013)，第643頁.
25. 1 2  McKittrick (2016)，第59-60頁.
26. 1 2  McKittrick (2016)，第61頁.
27. 1 2 3  McKittrick (2016)，第62頁.
28. ↑  McKittrick (2016)，第63頁.
29. ↑  Yacowar (2010)，第218頁.
30. ↑  Yacowar (2010)，第222頁.
31. ↑  徐展雄 (2013)，第644頁.
32. ↑  Yacowar (2010)，第224頁.
33. ↑  Walker (2005)，第90頁.
34. ↑  Walker (2005)，第92頁.
35. ↑  Walker (2005)，第95頁.
36. ↑  梁卿 & 苏茂丛 (2005)，第393頁.
37. 1 2  Dixon (2002)，第290-291頁.
38. ↑  Leitch (2002)，第186頁.
39. 1 2  Leitch (1991)，第6, 8, 10頁.
40. ↑  White (2011)，第196頁.
41. 1 2 3 4 5 6 7  Whitty (2016)，第51-54頁.
42. ↑  Belton (2006)，第237頁.
43. 1 2  Nieves Moreno (2011)，第88-89頁.
44. ↑  Sterritt (1993)，第14頁.
45. ↑  Yacowar (2010)，第225頁.
46. ↑  McKittrick (2016)，第64頁.
47. ↑  Walker (2005)，第432-459頁.
48. ↑  McDevitt & San Juan (2009)，第374-393頁.
49. ↑  徐展雄 (2013)，第642-649頁.
50. 1 2 3 4 5 6 7 8 9  . filmsite.org. AMC Networks.   [2020-05-09] （英语）.
51. ↑  McGilligan (2005)，第944頁.
52. ↑  McGilligan (2005)，第947頁.
53. ↑  McGilligan (2005)，第949頁.
54. ↑  Walker (2005)，第438頁.
55. ↑  McGilligan (2005)，第953頁.
56. 1 2 3 4 5 6 7 8 9  Walker (2005)，第440-457頁.
57. ↑  McGilligan (2005)，第955頁.
58. ↑  McGilligan (2005)，第957頁.
59. 1 2  McGilligan (2005)，第958頁.
60. 1 2  McGilligan (2005)，第959頁.
61. ↑  McGilligan (2005)，第960頁.
62. ↑  McGilligan (2005)，第961頁.
63. ↑  McGilligan (2005)，第962頁.
64. ↑  McGilligan (2005)，第963頁.
65. ↑  McGilligan (2005)，第964頁.
66. ↑  McGilligan (2005)，第965頁.
67. 1 2  McGilligan (2005)，第966頁.
68. ↑  McGilligan (2005)，第967頁.
69. 1 2  McGilligan (2005)，第968頁.
70. ↑  McGilligan (2005)，第969頁.
71. 1 2  McGilligan (2005)，第970頁.
72. ↑  梁卿 & 苏茂丛 (2005)，第271頁.
73. ↑  McGilligan (2005)，第971頁.
74. ↑  McGilligan (2005)，第972頁.
75. ↑  McGilligan (2005)，第973頁.
76. 1 2  McGilligan (2005)，第974頁.
77. ↑  McGilligan (2005)，第975頁.
78. ↑  McGilligan (2005)，第978頁.
79. ↑  McGilligan (2005)，第980頁.
80. ↑  Hitchcock (2003)，第liii頁.
81. ↑  Kapsis (1989)，第15-35頁.
82. ↑  Duncan (2003)，第9頁.
83. ↑  Parkinson, David. . The Guardian. 2009-01-20  [2020-03-16]. （原始内容存档于2016-04-05） （英语）.
84. ↑  Vest (2002)，第341頁.

### 书籍
- Abramson, Leslie H. . Nueva York: Palgrave Macmillan. 2015. ISBN 978-1-137-30970-9. doi:10.1057/9781137309709 （英语）.
- Belton, John. David Boyd, R. Barton Palmer , 编. . Austin: University of Texas Press. 2006. ISBN 978-0-2927-1338-3 （英语）.
- Dixon, Simon. Kylo-Patrick R. Hart , 编. . Newcastle upon Tyne: Cambridge Scholars Publishing. 2002. ISBN 978-1-4438-0375-5 （英语）.
- Duncan, Paul. . Colonia: Taschen. 2003: CITEREFDuncan2003  [2024-10-22]. ISBN 3-8228-1591-8. （原始内容存档于2022-04-22） （英语）.
- Hitchcock, Alfred. Sidney Gottlieb (red.) , 编. . University Press of Mississippi. 2003  [2024-10-26]. ISBN 9781578065622. （原始内容存档于2022-05-25） （英语）.
- Leitch, Thomas M. . Atenas: The University of Georgia Press. 1991. ISBN 978-0-8203-3349-6 （英语）.
- Leitch, Thomas M. Sidney Gottlieb y Christopher Brookhouse , 编. . Detroit: Wayne State University Press. 2002. ISBN 0-8143-3061-4 （英语）.
- McDevitt, Jim; San Juan, Eric. . Lanham: The Scarecrow Press. 2009. ISBN 978-0-8108-6389-7 （英语）.
- McGilligan, Patrick. . Nueva York: Harper Collins. 2003. ISBN 978-0-0620-2864-8 （英语）.
- McGilligan, Patrick. Jowita Matys, Anna Nermer, Andrzej Nermer, Irena Stąpor (tłum.) , 编. . Twój Styl. 2005  [2024-10-26]. ISBN 9788371635052. （原始内容存档于2023-02-08） （波兰语）.
- McKittrick, Casey. . Nueva York: Bloomsbury Publishing. 2016  [2024-10-22]. ISBN 978-1-5013-1162-8. （原始内容存档于2022-04-14） （英语）.
- Nieves Moreno, Alfredo.  Primera. Buenos Aires: Del Signo. 2011. ISBN 978-987-1074-89-1 （西班牙语）.
- Truffaut, François. . 1966 (Madrid: Alianza Editorial). 1974. ISBN 84-206-1554-4 （西班牙语）.
- Sterritt, David. . Cambridge: Cambridge University Press. 1993  [2024-10-22]. ISBN 978-0-5213-9814-5. （原始内容存档于2024-12-01） （英语）.
- Verevis, Constantine. David Boyd; R. Barton Palmer , 编. . Austin: University of Texas Press. 2006. ISBN 978-0-2927-1338-3 （西班牙语）.
- Vest, James M. Sidney Gottlieb y Christopher Brookhouse , 编. . Detroit: Wayne State University Press. 2002  [2024-10-22]. ISBN 0-8143-3061-4. （原始内容存档于2022-01-20） （英语）.
- Walker, Michael. . Ámsterdam: Amsterdam University Press. 2005. ISBN 978-9-0535-6773-9 （英语）.
- White, Susan. Thomas Leitch y Leland Poague , 编. . Chichester: Wiley-Blackwell. 2011. ISBN 978-1-4443-9731-4 （英语）.
- Whitty, Stephen. . Lanham: Rowman & Littlefield. 2016. ISBN 978-1-4422-5160-1 （英语）.
- Yacowar, Maurice.  Segunda. Detroit: Wayne State University Press. 2010. ISBN 978-0-8143-3494-2 （英语）.
- (美)帕特里克·麦吉利根(Patrick McGilligan). . 由梁卿; 苏茂丛翻译. 北京: 中信出版社. 2005. ISBN 9787508603858 （中文（中国大陆））.
- (英)伍德. . 由徐展雄翻译. 桂林: 广西师范大学出版社. 2013-11. ISBN 9787549533916 （中文（中国大陆））.
- [英]彼得·阿克罗伊德. . 由孙长江; 孙微纳翻译. 北京: 联合出版公司. 2021. ISBN 9787559648419 （中文（中国大陆））.

### 期刊
- Kapsis, Robert E. . The Sociological Quarterly. 1989, 30 (1). doi:10.1111/j.1533-8525.1989.tb01509.x.